# Privlaka (żupania vukowarsko-srijemska)
Gmina Privlaka (chorw. Općina Privlaka) – miejscowość i gmina w Chorwacji, w żupanii vukowarsko-srijemskiej. W 2011 roku liczyła  2954 mieszkańców.